# Polio (dokumentarfilm)
|  | Denne artikel er oprettet af botten Steenthbot ud fra en ekstern database. Den kan derfor have sproglige fejl eller mangler. Denne skabelon kan fjernes efter kontrol af indholdet. |

Polio er en dansk dokumentarfilm fra 1957 instrueret af Erling Wolter efter eget manuskript.

## Handling
Sygdommen polio, eller børnelammelse, som den tidligere hed, har været kendt fra de ældste tider. I 1800-tallet blev man klar over, at polio var en selvstændig sygdom, og at den var epidemisk. Først i vore dage fandt man ved hjælp af de kraftige elektronmikroskoper polioens smitstof, og nu kunne arbejdet på at fremstille en vaccine begynde. Det lykkedes, og poliovaccination foregår nu overalt. Men mange mennesker var ramt af sygdommen, inden vaccinen blev fundet, og de har brug for al den hjælp, vi kan yde dem i deres hårde kamp mod polioens følger.